# Gramicydyna
Gramicydyna D (gramicydyna) – heterogeniczna mieszanina sześciu organicznych związków chemicznych pochodzenia naturalnego, tj. trzech par gramicydyn A, B i C w stosunku odpowiednio 80%, 6% i 14%. Każdą parę stanowią dwa związki, których cząsteczki różnią się strukturalnie tylko nieznacznie. Gramicydyna jest peptydowym antybiotykiem jonoforowym produkowanym w procesie biosyntezy bakterii Bacillus brevis. Jest stosowana wyłącznie miejscowo, ze względu na wysoką toksyczność. Gramicydyna jest jednym z nielicznych peptydów kodowanych nie przez kwasy nukleinowe, lecz przez kompleksy białek enzymatycznych. Gramicydyna jest jednym z niewielu znanych jonoforów transportujących jony nie jako nośnik, lecz przez kanał jonowy, a zarazem najdokładniej poznanym jonoforem tworzącym kanał.
| Związek:             | Gramicydyna A | Gramicydyna A  | Gramicydyna B | Gramicydyna B | Gramicydyna C | Gramicydyna C |
| -------------------- | ------------- | -------------- | ------------- | ------------- | ------------- | ------------- |
| Aminokwas nr.1:      | Val           | Ile            | Val           | Ile           | Val           | Ile           |
| Aminokwas nr.11:     | Trp           | Trp            | Phe           | Phe           | Thr           | Thr           |
| Wzór sumaryczny:     | C99H140N20O17 | C100H142N20O17 | C97H139N19O17 | C98H141N19O17 | C97H139N19O18 | C98H141N19O18 |
| Masa molowa [g/mol]: | 1882,29       | 1896,32        | 1843,26       | 1857,08       | 1859,26       | 1873,28       |

## Odkrycie
W 1939 roku francuski mikrobiolog René Dubos wyizolował substancję, którą nazwał „tyrotrycyna”. Później zauważył on, że substancja ta jest mieszaniną dwóch związków – tyrotrycyny (80%) i gramicydyny (20%). Były to pierwsze antybiotyki produkowane komercyjnie.

## Struktura chemiczna
Gramicydyna jest otwartołańcuchowym oligopeptydem zbudowanym z 15 aminokwasów o naprzemiennej konfiguracji D i L. N−Końcowy aminokwas zawiera grupę formylową −CHO przyłączoną do grupy aminowej, natomiast do C−końca peptydu przyłączona jest etanoloamina (przez wiązanie amidowe). Poszczególne gramicydyny A, B i C nie są w zasadzie homologami, gdyż nie różnią się liczbą jednostek metylenowych −CH2−. Różnice dotyczą aminokwasu nr 11 (licząc od C−końca), którym może być fenyloalanina, tryptofan lub tyrozyna, tworząc odpowiednio gramicydynę A, B bądź C. Każdą z tych gramicydyn stanowi para związków różniących się aminokwasem nr 1, którym jest walina bądź leucyna. W ten sposób gramicydyna D stanowi mieszaninę aż sześciu różnych związków chemicznych. Znane są także inne gramicydyny np. K, M oraz cykliczna gramicydyna S różniąca się zasadniczo od pozostałych. Wszystkie są natomiast produkowane przez bakterie B. brevis.

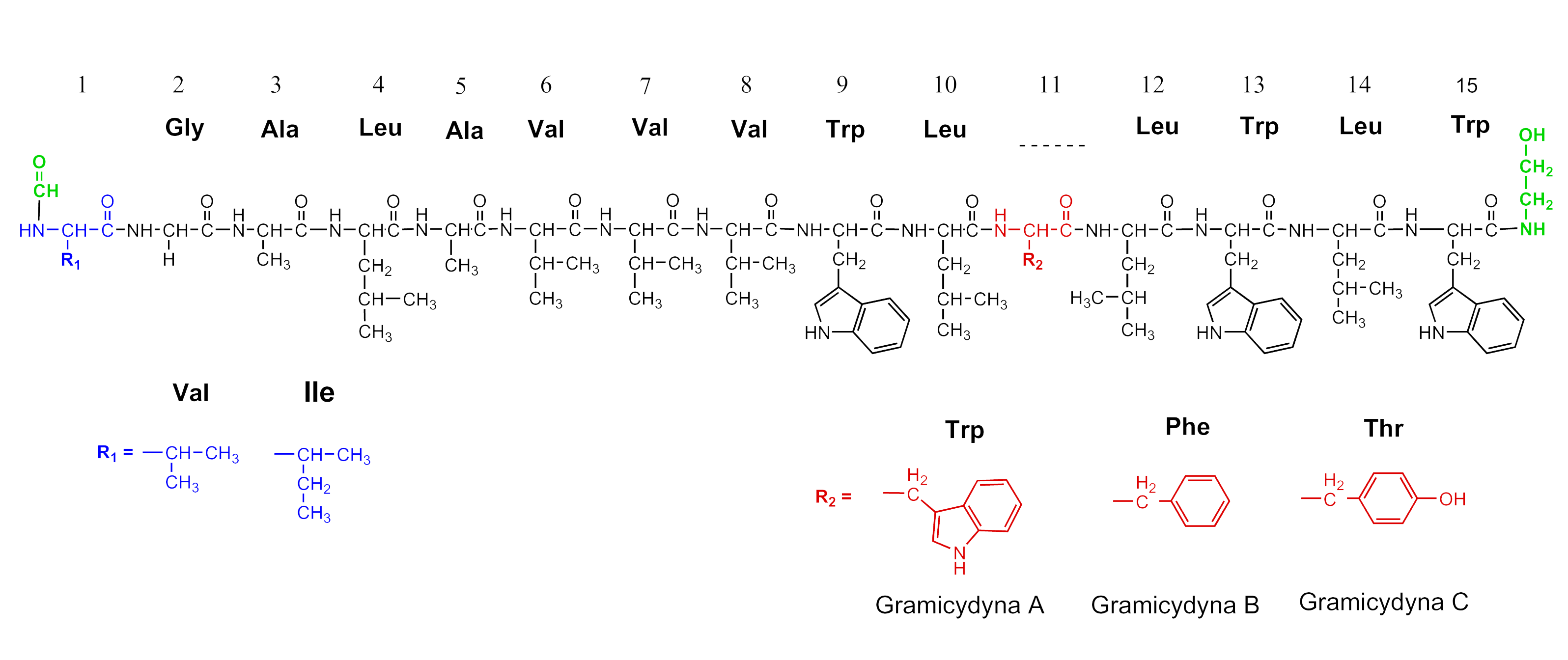
Sekwencja aminokwasów w strukturze gramicydyny A, B i C

## Kanał gramicydyny

Dimer gramicydyny A tworzący kanał jonowy

Dimer gramicydyny A spleciony razem (po lewej) i tworzący kanał (po prawej)

Gramicydyna jest jonoforem zdolnym do transportu jonów przez błonę cytoplazmatyczną poprzez wytworzony kanał jonowy. Kanał ten powstaje z dwóch cząsteczek gramicydyny ułożonych względem siebie jak ”głowa do głowy” N−końcami peptydu. Dimer gramicydyny tworzący kanał z dwóch cząsteczek o strukturze helikalnej jest zbudowany w taki sposób, że elektroujemne atomy tlenu są skierowane do wnętrza poru, przez co stabilizują naładowany dodatnio kation podczas transportu. Z kolei hydrofobowe, niepolarne łańcuchy boczne aminokwasów oligopeptydu są skierowane na zewnątrz cząsteczki, przez co jest ona dobrze rozpuszczalna w błonie fosfolipidowej. W przeciwieństwie do białkowych kanałów jonowych, które są trwałe, kanał gramicydyny jest tworzony na krótki czas, po czym cząsteczki gramicydyny rozłączają się, aż do ponownego spotkania się dwóch cząsteczek we właściwym ułożeniu. Tworzony przez gramicydynę w błonie lipidowej kanał transportuje jony w sposób selektywny. Możliwy jest transport kationów jednowartościowych, natomiast dwu- i trójdodatnie kationy nie są transportowane. Kształt tworzonego kanału oraz rozmiar poru zależy od środowiska − głównie od rodzaju błony. Po rozpuszczeniu w rozpuszczalniku, cząsteczki gramicydyny nie tworzą kanału, lecz zwijają się na kształt podwójnej helisy podobnej do DNA, stabilizowanej obecnością międzycząsteczkowych wiązań wodorowych.

## Działanie
Gramicydyna jest aktywna wobec bakterii Gram−dodatnich z wyjątkiem Bacilli, a także względem wybranych organizmów Gram−ujemnych, jak na przykład komensalnych bakterii Neisseria. Jej zastosowanie jest ograniczone do stosowania miejscowego, gdyż wywołuje hemolizę w stężeniach niższych, niż powodujące śmierć bakterii. Z tego względu nie może być stosowana wewnętrznie. Zewnętrzny naskórek składa się głównie z martwych komórek skóry, więc stosowanie jej na powierzchni skóry nie powoduje szkód.

## Zastosowanie
Preparaty do oczu i uszu, często jako składnik preparatów złożonych z neomycyną lub polimyksyną B.